# چیزهای عجیب
چیزهای عجیب (به انگلیسی: Stranger Things) یا اتفاقات عجیب، یک سریال اینترنتی آمریکایی، در سبک علمی تخیلی و ترسناک است که توسط برادران دافر ساخته شده‌است. چیزهای عجیب از برنامه‌های اصلی نتفلیکس است و خود برادران دافر به همراه شاون لوی و دن کوهن، تهیه‌کنندگان اجرایی آن هستند. فین ولفهارد، میلی بابی براون، نوآ اشنپ، گیتن ماتارازو ،کلب مک لاگلین، وینونا رایدر، دیوید هاربر، ناتالیا دایر، چارلی هیتون، جو کیری و کارا بوینو از جمله بازیگران اصلی سریال هستند. در فصل دوم، بازیگران جدیدی از جمله سیدی سینک، دیکر مونتگمری، شان آستین و پل رایزر نیز به سریال اضافه شدند. روند اضافه‌شدن بازیگران جدید به‌سریال بافصل‌های سوم و چهارم ادامه یافت.
وقایع سریال در دهه هشتاد میلادی در شهری کوچک و خیالی به‌نام هاوکینز، در ایالت ایندیانا رخ می‌دهد. ایده اصلی سریال مرتبط با جهان موازی و نظریه دنیاهای چندگانه است. داستان فصل اول پیرامون ناپدید شدن پسری نوجوان به نام ویل بایرز می‌گذرد؛ اتفاقی که موجبات بازشدن پای دوستان، خانواده و دختری عجیب به‌نام الون به‌مسیر اتفاقات ناشناخته‌ای را فراهم می‌آورد. داستان فصل دوم نیز، یک سال بعد از فصل اول می‌گذرد و سرنوشت شخصیت‌های اصلی داستان را دنبال می‌کند که دگرباره با چالش‌های جدیدی مواجه می‌شوند. یکی از خطوط اصلی داستانی سریال مربوط به کاراکتر الون است؛ دختری عجیب که توانایی دورجنبی دارد و قادر است با ذهن خود اجسام را به حرکت در بیاورد.
برادران دافر در چندین مصاحبه اعلام کردند که سریال چیزهای عجیب را تحت تأثیر فیلم‌ها و سریال‌های علمی تخیلی دهه هشتاد ساخته‌اند. آن‌ها دوست داشتند سریال، ترکیبی از یک درام جذاب و احساسات نوجوانانه باشد. سریال ارتباط بسیار زیادی به فرهنگ عامه مردم آمریکا و خصوصاً دهه هشتاد دارد و در آن ارجاع‌های متفاوت و زیادی به داستان‌های ادبی، فیلم‌های سینمایی و آثار موسیقایی دوران دهه هشتاد شده‌است. برادران دافر از آثار استیون اسپیلبرگ و جان کارپنتر و رمان‌های ترسناک استیون کینگ به عنوان مهم‌ترین منابع الهام بخش خود در ساخت سریال یاد کردند. برادران دافر همچنین از بعضی از بازی‌های ویدئویی و انیمه‌ها و آثار علمی تخیلی یک دهه گذشته برای ساخت فضای سریال الهام گرفته‌اند.
تاکنون چهار فصل از سریال ساخته و پخش شده‌است. فصل اول سریال در تاریخ ۱۵ ژوئیه ۲۰۱۶ و در ۸ قسمت یک ساعته توسط نت‌فلیکس منتشر شد. فصل دوم نیز در ۹ قسمت و در تاریخ ۲۷ اکتبر ۲۰۱۷ پخش شد. فصل سوم باز هم در ۸ قسمت و در تاریخ ۴ ژوئیه ۲۰۱۹ پخش شد. فصل چهارم در ۹ قسمت تولید شد که هفت قسمت نخست در تاریخ ۲۷ مه ۲۰۲۲ و منتشر شد و دو قسمت پایانی نیز در تاریخ ۱ ژوئیه ۲۰۲۲ در دسترس مخاطبان قرار گرفت. سریال برای فصل پنجم و پایانی تمدید شده‌است.
چیزهای عجیب با واکنش بسیار مثبتی از سوی منتقدان و خصوصاً تماشاگران همراه بود و در زمینه‌های شخصیت‌پردازی، اجرای تیم بازیگران، فضاسازی، موسیقی، نویسندگی و کارگردانی و ارجاعات هوشمندانه به عناصر دهه هشتاد مورد ستایش قرار گرفت. سریال موفق به کسب نامزدی و کسب جوایز زیادی از جشنواره‌ها و مراسم‌های مختلف سینمایی تلویزیونی شد. سریال در شصت و نهمین دوره جوایز امی در شانزده رشته نامزد کسب جایزه شد. همچنین در سال ۲۰۱۶، سریال موفق به دریافت جایزه بهترین تیم بازیگری از مراسم انجمن جوایز بازیگران شد. سریال تاکنون چهار بار نامزد دریافت جایزه گلدن گلوب در رشته‌های مختلف شده‌است؛ از جمله نامزدیِ بهترین بازیگر نقش زن اصلی سریال درام برای وینونا رایدر.

## داستان
وقایع سریال در اوایل دههٔ هشتاد میلادی در شهر خیالی هاوکینز واقع در ایالت ایندیانا رخ می‌دهد. سریال چندین خط داستانی مرتبط به هم را دنبال می‌کند. یک آزمایشگاه دولتی در هاوکینز که ظاهراً زیر نظر وزارت انرژی ایالات متحدهٔ آمریکا فعالیت می‌کند، به صورت مخفی در حال پژوهش و آزمایش دربارهٔ دنیاهای موازی است. سرانجام نیز موفق می‌شوند پلی میان دنیای واقعی و دنیای موازی (که در سریال «دنیای وارونه» نامیده می‌شود) بزنند و برای ارتباط با آن هم از دختر بچه‌ای بنام الون استفاده می‌کنند که قدرت‌های فراطبیعی دارد. اما آزمایش‌ها آنگونه که باید پیش نمی‌رود و الون همراه با یک هیولا، از دنیای موازی به دنیای واقعی پا می‌گذارد. در این میان، گم‌شدن پسری به نام ویل بایرز باعث می‌شود تا خانواده و دوستان او آغاز به جستجو کرده و در این مسیر با الون مواجه شوند.

## بازیگران و شخصیت‌ها
- وینونا رایدر در نقش جویس بایرز[۱۰]
- دیوید هاربر در نقش کلانتر جیم هاپر[۱۰]
- فین ولفهارد در نقش مایک ویلر[۱۱]
- میلی بابی براون در نقش الون/جین آیوز[۱۱]
- گیتن ماتارازو در نقش داستین هندرسون[۱۱]
- کیلب مک لاگلین در نقش لوکاس سینکلر[۱۱]
- نوآ اشنپ در نقش ویل بایرز[۱۱][۱۲][۱۳]
- سیدی سینک در نقش مکس[۱۳]
- ناتالیا دایر در نقش نانسی ویلر[۱۱]
- چارلی هیتون در نقش جاناتان بایرز.[۱۱]
- جو کیری در نقش استیو هارینگتون[۱۳][۱۴]
- دیکر مونتگمری در نقش بیلی هارگرو[۱۵]
- کارا بوینو در نقش کارن ویلر[۱۶]
- متیو موداین در نقش مارتین برنر[۱۷][۱۸]
- مایا هاک در نقش رابین[۱۹]
- پل رایزر در نقش سم اوونز
- شان آستین در نقش باب نیوبی
- پریا فرگوسن در نقش اریکا سینکلر

## فصل‌ها و قسمت‌ها
| فصل | قسمت‌ها | قسمت‌ها | تاریخ اصلی پخش | تاریخ اصلی پخش |
| --- | ------ | ------ | -------------- | -------------- |
| ۱   | ۸      | ۸      | ۱۵ ژوئیه ۲۰۱۶  | ۱۵ ژوئیه ۲۰۱۶  |
| ۲   | ۹      | ۹      | ۲۷ اکتبر ۲۰۱۷  | ۲۷ اکتبر ۲۰۱۷  |
| ۳   | ۸      | ۸      | ۴ ژوئیه ۲۰۱۹   | ۴ ژوئیه ۲۰۱۹   |
| ۴   | ۹      | ۷      | ۲۷ مه ۲۰۲۲     | ۲۷ مه ۲۰۲۲     |
| ۴   | ۹      | ۲      | ۱ ژوئیه ۲۰۲۲   | ۱ ژوئیه ۲۰۲۲   |
| ۵   | ۸      | ۸      | ۲۰۲۵           | ۲۰۲۵           |

## ساخت

### پیش‌زمینه و نگارش
چیزهای عجیب توسط دو برادر به نام‌های مت و راس دافر که با عنوان برادران دافر شناخته می‌شوند ساخته شده‌است. این دو برادر تحت تأثیر سبک و آثار ام. نایت شیامالان، نخستین فیلم خود تحت عنوان پنهان را در سال ۲۰۱۵ ساختند اما ایجاد تغییرات در شرکت پخش‌کنندهٔ فیلم، یعنی برادران وارنر باعث شد تا فیلم اکران محدودی داشته باشد تا برادران دافر نسبت به آینده مطمئن نباشند. دونالد دی لاین، تهیه‌کنندهٔ سریال ویوارد پاینز که با دیدن فیلم پنهان تحت تأثیر خلاقیت برادران دافر در نویسندگی قرار گرفته بود، آن‌ها را استخدام کرد و به گروهش آورد. برادران دافر فیلم‌نامهٔ چند قسمت از سریال ویوارد پاینز نوشتند و موفق به همکاری کردن با شیامالان شدند. پس از این رخداد، برادران دافر احساس کردند که آمادگی نوشتن یک فیلم‌نامهٔ نو و مستقل را دارند و برای همین کار خود را آغاز کردند.
برادران دافر فیلم‌نامه‌ای آماده کردند که شامل متن قسمت اول و شبیه به کتاب کوچکی ۲۰ صفحه‌ای بود تا شاید بتواند به یافتن تهیه‌کننده به آن‌ها کمک کند. بر اساس گفتهٔ راس دافر، آن‌ها متن خود را به ۱۵ شبکهٔ کابلی ارسال کردند اما شبکه‌ها یکی پس از دیگری آن را رد کردند زیرا معتقد بودند که داستانی با شخصیت‌های نوجوان، جذابیتی برای مخاطبان نخواهند داشت. همچنین چندین شبکه به برادران دافر پیشنهاد دادند تا تمرکز داستان به جای کودکان بر روی پژوهش‌های کلانتر هاپر دربارهٔ یک ماجرای فراطبیعی باشد. در اوایل سال ۲۰۱۵، تهیه‌کننده‌ای به اسم دن کوهن که فیلم‌نامهٔ برادران دافر را به‌طور اتفاقی خوانده بود آن را برای شاون لوی فرستاد. لوی و کوهن، برادران دافر را به دفتر خود دعوت کردند و حق ساخت فیلم‌نامه را از آن‌ها خریده و حق تألیف را به‌طور کامل را به آن‌ها دادند. پس از خواندن فیلم‌نامهٔ قسمت اول، نت‌فلیکس حاضر شد ساخت و پخش سریال را برعهده بگیرد. در اوایل آوریل ۲۰۱۵، نت‌فلیکس به‌طور رسمی اعلام کرد که فصل یکم چیزهای عجیب در سال ۲۰۱۶ پخش خواهد شد. نت‌فلیکس پیش از سریال چیزهای عجیب آثاری همچون خانهٔ پوشالی نارنجی مد جدید است را ساخته بود و برادران دافر از اینکه این شرکت با تهیه‌کنندگان مشهور خود به چهره‌های نو همچون آن‌ها فرصت ساخت یک سریال را داده‌است ابراز شگفتی کردند. برادران دافر نوشتن سریال را آغاز کردند و لوی و کوهن نیز به عنوان تهیه‌کنندگان اجرایی کار آغاز به مراحل تولید و انتخاب بازیگران کردند.
سریال ابتدا مونتاوک نام داشت و قرار بود که رویدادهای آن در منطقهٔ مونتاوک و حوالی لانگ آیلند رخ بدهد. دلیل انتخاب این مکان از سوی برادران دافر این بود که استیون اسپیلبرگ فیلم آرواره‌ها را در آن‌جا فیلم‌برداری کرده بود و برادران دافر نیز دوست داشتند فضای آن فیلم را در اثر خود بازسازی کنند. پس از آنکه روایت کلی داستان مشخص شد، برادران دافر احساس کردند که بهتر است داستان در یک شهر خیالی رخ بدهد زیرا به آن‌ها اجازه می‌داد ایده‌هایی را وارد داستان کنند که اجرای آن‌ها در یک شهر واقعی ممکن نبود.

### پیش تولید

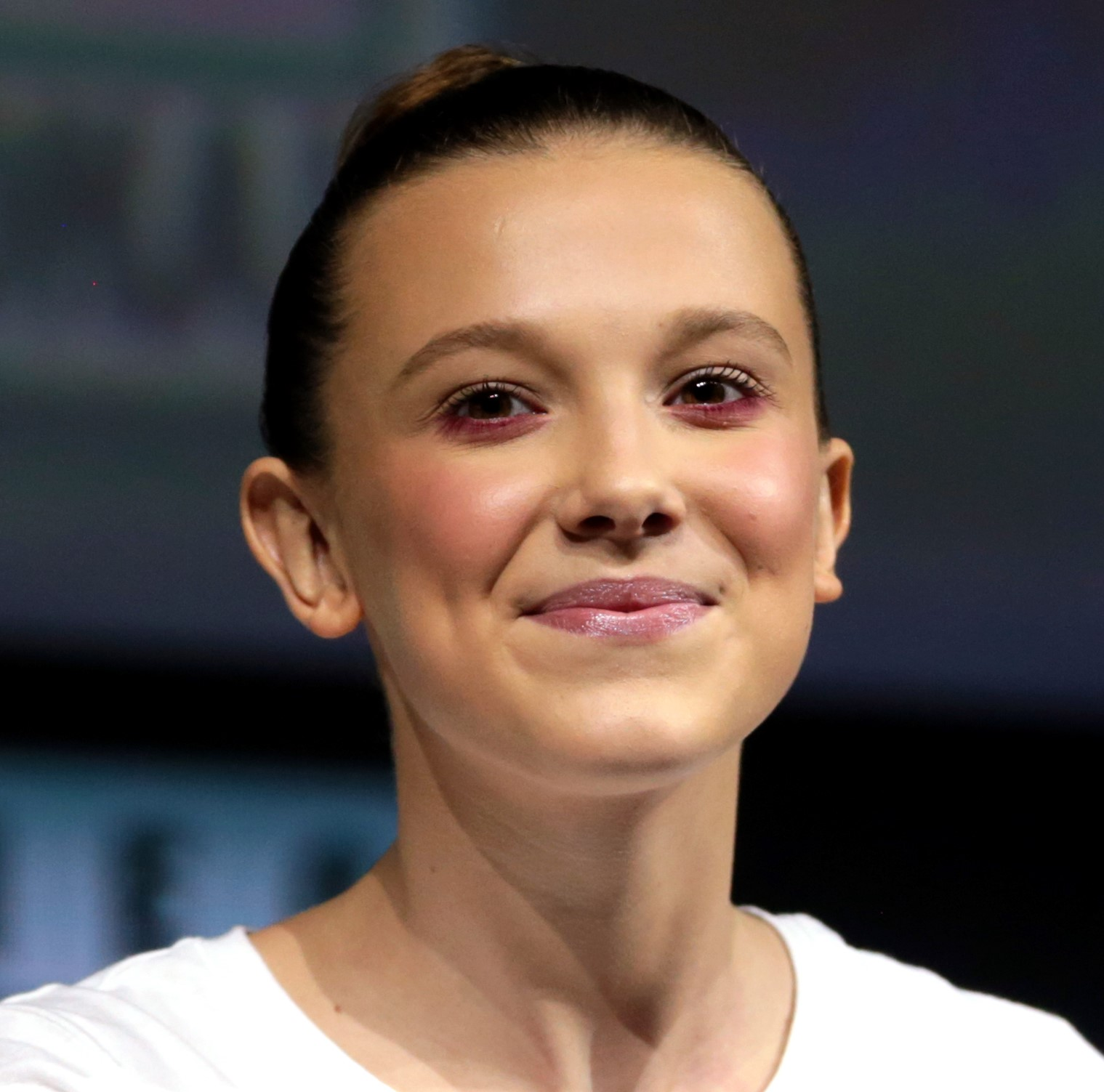
بازی میلی بابی براون در نقش الون تحسین منتقدان را در پی داشته‌است.

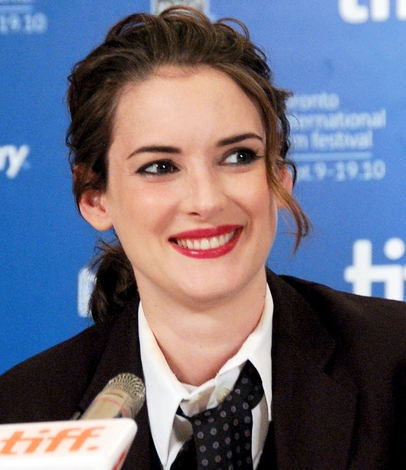
وینونا رایدر با بازی در نقش جویس بایرز توجه منتقدان و تماشاگران را جلب کرد و نامزد بهترین بازیگر نقش اول زن سریال درام در هفتاد و چهارمین مراسم گلدن گلوب شد.

راس دافر تصمیم گرفت با استفاده از الگوی فیلم زندانیان به کارگردانی دنی ویلنوو یکبار دیگر فیلم‌نامه را بازنویسی کند. خیلی‌ها معتقد بودند که فیلمی همچون زندانیان منبع عجیبی برای نوشتن متن یک سریال فانتزی است اما راس معتقد است که مسئلهٔ اصلی سریال احساسات انسانی است. او در مصاحبه‌ای گفته‌است: «همان‌طور که در زندانیان گم‌شدن دختر بچه باعث می‌شود پای پلیس و خانواده به میان بیاید و اهالی شهر هم برای پیدا کردن او دست به جستجو بزنند، در سریال هم همچین اتفاقی می‌افتد و گم شدن ویل باعث می‌شود تمام اهالی شهر درگیر این اتفاق شوند.»
برادران دافر آشکارا در متن خود به سریال‌ها و فیلم‌های دههٔ هشتاد و به ویژه آثار فانتزی ادای دین کردند. مت دافر فیلم‌های استیون اسپیبرگ و کتاب‌های استیون کینگ را مهم‌ترین منبع الهام خود در نوشتن فیلم‌نامه می‌دانند. راس دافر از فیلم‌های کارگردانان بزرگ ژانر فانتزی همچون گیرمو دل تورو، جرج لوکاس، رابرت زمکیس، وس کریون و جان کارپنتر به عنوان الگو استفاده کرد. نتیجهٔ این رویکرد برادران دافر این بود که چیزهای عجیب پر شد از ارجاع‌ها به فیلم‌های و سریال‌های فانتزی دههٔ هشتاد که منتقدان و تماشاگران بسیار از آن استقبال کردند. مجموعه فیلم‌های بیگانه، کنار من بمان و انیمه‌هایی همچون آکیرا و ترانه پریان و همچنین بازی‌های کامپیوتری همچون سایلنت هیل و آخرین بازمانده از ما تنها بخشی از عنوان‌هایی هستند که برادران دافر در سریال به آن‌ها ادای دین کرده‌اند.
,
برادران دافر سرانجام بازنویسی فیلم‌نامه را به پایان رساندند که در این بازنویسی تغییرات بزرگی نیز در متن داستان انجام شد که مهم‌ترین آن‌ها سرنوشت شخصیت الون در پایان داستان بود.

### انتخاب بازیگران

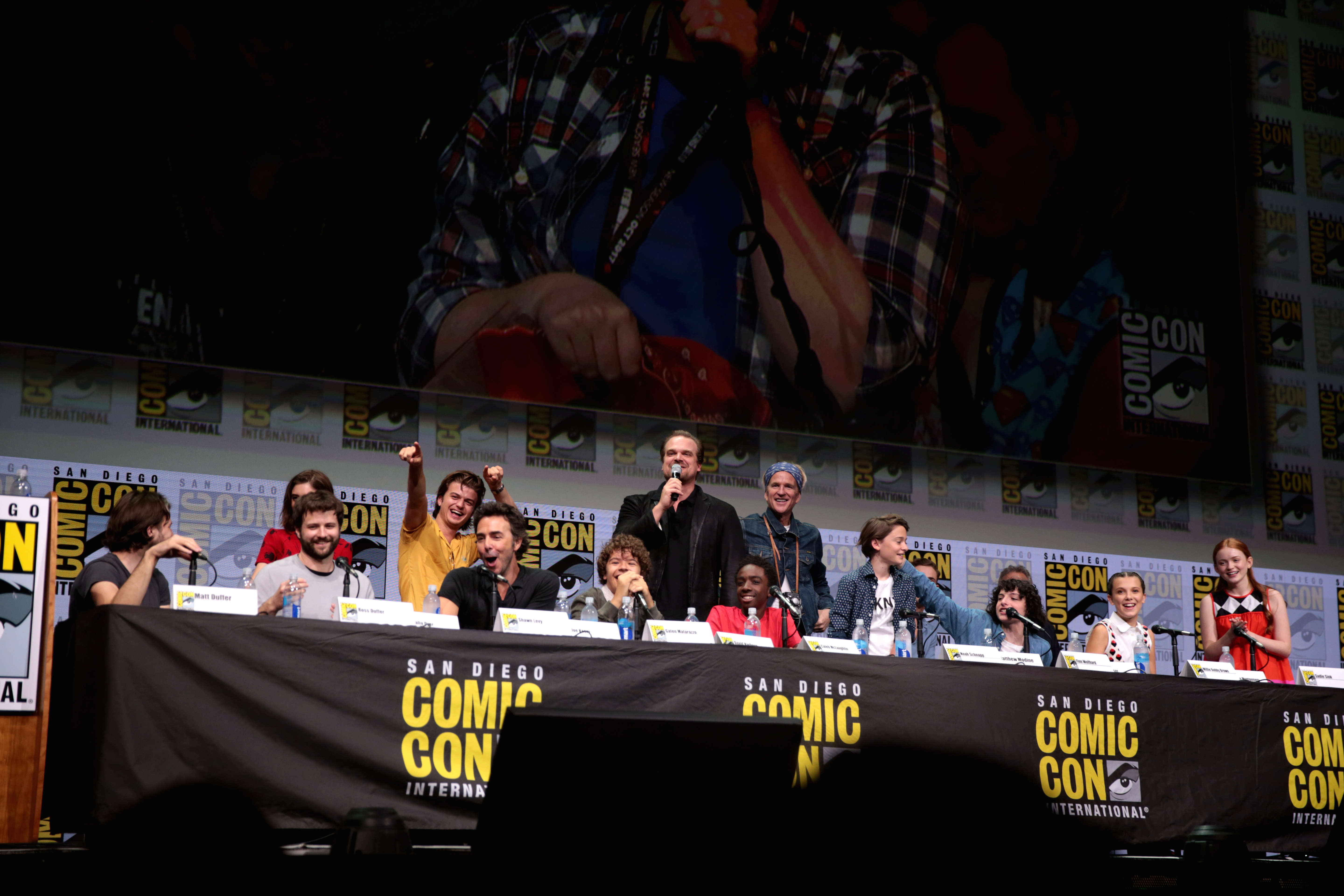
برادران دافر به همراه گروه بازیگران در مراسم کامیک-کان بین‌المللی سن دیگو در حال تبلیغ برای سریال

انتخاب بازیگران مسئله‌ای بود که برای برادران دافر اهمیت بسیار بالایی داشت. مت دافر گفته بود که آن‌ها می‌دانستند سریال در صورتی به موفقیت خواهد رسید که انتخاب بازیگران بی‌نقص باشد. برادران دافر با مشورت‌هایی که انجام دادند متوجه شدند که بهتر است ترکیبی از چهره‌های جوان و ناشناخته و بازیگران شناخته شده را برای سریال انتخاب کنند. وینونا رایدر و دیوید هاربر جزو نخستین نفراتی بودند که قراداد امضا کردند. راس دافر معتقد است انتخاب رایدر که که متولدان دههٔ هشتاد بسیار با او خاطره دارند از جمله بهترین انتخاب‌های آنان بوده‌است زیرا رایدر افزون بر اینکه بازیگر توانایی است به خوبی نیز حس نوستالژی که آن‌ها به دنبالش هستند را به بیننده منتقل می‌کند. کارا بوینو و متیو موداین جزو آخرین بازیگران بزرگسال بودند که به سریال پیوستند.
هرچقدر انتخاب بازیگران بزرگسال با سرعت پیش رفت، انتخاب بازیگران نوجوان سریال دردسرهای بسیاری برای عوامل داشت. این روند تقریباً دو ماه به طول انجامید. برادران دافر از کودکان زیادی تست گرفتند تا در نهایت فین ولفهارد را برای نقش مایک انتخاب شد. زمانی که ولفهارد برای تست دادن نزد برادران دافر رفته بود موهای بسیار بلندی داشت. راس دافر که از ظاهر و صدای او خوشش آمده بود و همچنین تحت تأثیر بازی‌اش قرار گرفته بود بقیهٔ گروه را راضی کرد که او بهترین انتخاب ممکن برای نقش مایکل است.گیتن ماتارازو و کلب مک لاگلین نیز برای نقش‌های داستین و لوکاس انتخاب شدند. سخت‌ترین انتخاب نقش در میان نوجوانان اما پیدا کردن بازیگر مناسبی برای نقش الون بود. از دختران یازده تا چهارده سالهٔ بسیاری تست بازیگری گرفته شد اما خیلی از آن‌ها نتوانستند برادران دافر را راضی کنند و بقیه هم که تست را قبول می‌شدند با شرایط کنار نمی‌آمدند؛ برای مثال قبول نمی‌کردند موهای خود را از ته بتراشند. سرانجام از میان گزینه‌های متعدد این میلی بابی براون بود که توجه راس دافر را جلب کرد. میلی در تست‌های خود خوش درخشید و قبول کرد در تست گریم موهای خود را از ته بتراشد. وقتی کار گریم تمام شد راس دافر به برادرش گفته بود میلی همان کسی است که او هنگام نوشتن شخصیت الون در ذهنش تصور می‌کرده‌است.

### فیلم‌برداری
فیلم‌برداری فصل یکم از نوامبر ۲۰۱۵ در جکسون، جورجیا آغاز شد. برادران دافر به همراه‌شان لوی به این نتیجه رسیده بودند که این مکان بهترین محل برای به تصویر کشیده شهر کوچکی در دههٔ هشتاد است. صحنه‌های مدرسه و دبیرستان فیلم در دبیرستان «پاتریک هنری» واقع در استوک بریج، جورجیا فیلم‌برداری شد. فیتویل، جورجیا، است پینت، جورجیا، شهرستان بوتز، جورجیا، داگلاس ویل، جورجیا و همچنین پارک بین‌المللی جورجیا از دیگر لوکیشن‌های سریال بودند. از آنجایی که برادران دافر می‌خواستند سریال به خوبی فضای دههٔ هشتاد را منعکس کند، آغاز به مطالعه و دیدن فیلم‌های مربوط به آن زمان کردند. تمام لوکیشن‌ها از جمله خانهٔ جویس بایرز به صورت کامل بازسازی شد. راس دافر علاقه‌ای به ساختن دیجیتالی لوکیشن‌ها نداشت و فقط برای تکمیل جزئیات لوکیشن‌ها از جلوه‌های ویژه استفاده کرد. برادران دافر برای اینکه تصاویر سریال به حال و هوای فیلم‌ها و سریال‌های دههٔ هشتاد نزدیک باشد با دوربین‌های دیجیتالی موسوم به دوربین‌های دیجیتال سینمایی رد سریال را تصویربرداری کردند. فیلم‌برداری فصل اول در اوایل سال ۲۰۱۶ به پایان رسید.
فیلم‌برداری فصل دوم نیز ۷ نوامبر ۲۰۱۶ آغاز شد. لوکیشن اصلی بازهم در جورجیا قرار داشت. اندرو استنتون، نویسنده و کارگردان مشهور شرکت پیکسار که دو انیمیشن محبوب در جستجوی نمو و در جستجوی دوری، را ساخته‌است در فصل دوم یکی از کارگردانان سریال است. استنتون کارگردانی قسمت پنجم و ششم فصل دوم این سریال را بر عهده داشته‌است. همچنین ربکا توماس دیگر کارگردانی است که در فصل دوم حضور داشت. این دو نفر به همراه برادران دافر و شان لوی کارگردانی اپیزودهای سریال در فصل دوم را بر عهده دارند. فصل دوم یک اپیزود بیشتر از فصل اول دارد و داستان در ۹ قسمت به پایان رسید. فیلم‌برداری فصل دوم در ۲ ژوئن ۲۰۱۷ تمام شد. فصل دوم پس از مراحل پس از تولید در هالووین ۲۰۱۷ از راه نتفلیکس منتشر شد. برادران دافر گفته‌اند فصل دوم نسبت به فصل اول تاریک‌تر و جدی‌تر است و همچنین شخصیت‌های نویی به سریال اضافه شده‌اند. ازجمله بازیگران جدیدی که از فصل دوم به سریال اضافه شده‌اند می‌توان به شان آستین، پل رایزر ،ویل چیس و برت جلمن اشاره کرد.

### پس از تولید
مراحل پس از تولید زیر نظر خود برادران دافر انجام شد. آن‌ها اصرار داشتند تا نوع تدوین و صداگذاری و حتی رنگ‌بندی شبیه به فیلم‌ها و سریال‌های دههٔ هشتاد باشد. راس دافر چندان مایل نبود خشونت زیادی در سریال وجود داشته باشد برای همین به طراحان جلوه‌های ویژه گفته بود که با الهام از فیلم‌های فانتزی امبلین اینترتینمنت در دههٔ هشتاد موجوداتی خلق کنند که بچه‌های زیر سیزده سال چندان از آن‌ها نترسند. شرکت پارتیشیال افکت مسئول خلق جلوه‌های ویژه سریال بود. سخت‌ترین کار آن‌ها خلق موجودی به نام دمگورگن بود که باید به‌صورت تمام دیجیتالی ساخته می‌شد. همچنین برای ساخت سکانس‌هایی همچون به پرواز درآمدن ون و پرت شدن از صخره و مهم‌تر از همه طراحی فضای دنیای وارونه از فناوری پردهٔ سبز استفاده شد. برای تکمیل جزئیاتی همچون شکستن شیشه و نورپردازی نیز در برخی سکانس‌ها جلوه‌های ویژه به کار رفت.

### موسیقی
موسیقی سریال که توسط کایل دیکسون و مایکل ستین ساخته شده در سه آلبوم مجزا در دسترس قرار گرفت. دیکسون و ستین پایه‌گذران گروه موسیقی «بازمانده» هستند. برادران دافر که از جنس موسیقی این گروه بسیار خوششان آمده بود به سراغ این دو رفته و از آن‌ها خواستند تا برای سریال موسیقی متن بسازند.
در آلبوم اول افزون بر تم اصلی چیزهای عجیب آهنگ‌های با کلام که در طول سریال شنیده می‌شود نیز وجود دارد اما در آلبوم دوم و سوم همهٔ قطعه‌ها بی‌کلام است و مربوط به موسیقی متن اصلی سریال می‌شوند. دیکسون و ستین در مجموع ۷۵ قطعه برای فصل اول سریال موسیقی ساختند. برادران دافر اصرار داشتند تا موسیقی سریال حال و هوای موسیقی فیلم‌های دههٔ هشتاد و به ویژه سری فیلم‌های جنگ ستارگان را داشته باشد. دیکسون و ستین از آهنگسازان و ترانه‌سراهای به نام و مشهور دههٔ هشتاد از جمله ژان میشل ژار و ونگلیس و جورجو مورودر برای ساخت موسیقی سریال الهام گرفتند. آلبوم موسیقی چیزهای عجیب با استقبال بسیار بالایی مواجه شد و از پرفروش‌ترین آلبوم‌های سال ۲۰۱۶ لقب گرفت. آلبوم موسیقی این سریال نامزد جایزه امی شد و همین افتخار را در پنجاه و نهمین مراسم جایزه گرمی نیز تکرار کرد
کایل دیکسون و مایکل ستین برای فصل دوم دوباره به گروه پیوستند و موسیقی این فصل را نیز ساختند. نخستین قطعهٔ این آلبوم با نام پیاده‌روی در هاوکینز به عنوان پیش‌درآمد در تاریخ ۱۲ اکتبر ۲۰۱۷ منتشر شد. آلبوم موسیقی فصل دوم شامل ۳۴ قطعه است که در تاریخ ۲۰ اکتبر ۲۰۱۷ در دسترس عموم قرار گرفت. دیکسون و ستین در طی مصاحبه‌ای اعلام کردند که موسیقی این فصل کمی سنگین‌تر و البته ترسناک‌تر از فصل پیش است. آلبوم فصل دوم نیز همچون فصل اول با استقبال بالایی از سوی منتقدان و تماشاگران همراه شد.

## انتشار
فصل اول سریال چیزهای عجیب در ۸ قسمت یک‌ساعته توسط نتفلیکس در تاریخ ۱۵ ژوئیهٔ ۲۰۱۶ و در قالب‌های وضوح ۴کی و تلویزیون وضوح بسیار بالا منتشر شد. فصل دوم سریال نیز با همین کیفیت تصویری و در ۹ قسمت یک‌ساعته ساخته شد و در تاریخ ۲۷ اکتبر ۲۰۱۷ در دسترس عموم قرار گرفت.
همچنین شرکت گوگل در راستای معرفی و تبلیغ فناوری نو خود که مربوط به واقعیت افزوده می‌شد با استفاده از شخصیت‌ها و فضای‌های سریال چیزهای عجیب تبلیغ خود را منتشر کرد.

### شبکهٔ خانگی
فصل اول سریال به صورت دی‌وی‌دی و همچنین دیسک بلو-ری توسط شرکت تارگت در تاریخ ۱۷ اکتبر ۲۰۱۷ منتشر شد.

### برنامهٔ ویژه
همزمان با آغاز فصل دوم، نتفلیکس یک برنامهٔ گفتگومحور دربارهٔ سریال منتشر کرد. این برنامه که با عنوان فراتر از چیزهای عجیب ساخته شده و کارگردانی آن را جیم رش برعهده دارد شامل تصاویر و بخش‌هایی از پشت صحنه و مراحل ساخت سریال است. همچنین در هر قسمت از برنامه یکی از بازیگران یا عوامل سریال جلوی دوربین می‌نشیند و با مجری صحبت می‌کند.

## حاشیه‌ها
- برادران دافر برای راضی کردن میلی بابی براون که در زمان ساخت یازده سال داشت به تراشیدن موهای سرش شارلیز ترون را در فیلم مکس دیوانه: جاده خشم به او نشان دادند که با موی تراشیده چقدر باحال شده بود!
- سریال ادای دین بسیاری به استفن کینگ دارد... مثلاً نگهبان سردخانه دارد کوجو نوشته استفن کینگ را می‌خواند و در یکی از اپیزودهای سریال دربارهٔ این نویسنده مشهور ژانر ترسناک ماورایی صحبت می‌شود.
- کلانتر هاپر در یک کانکس زندگی می‌کند که هزینه خریدنش برای عوامل سریال فقط یک دلار بوده‌است!
- گیتن ماتاراتزو که در سریال نقش داستین را بازی می‌کند در هنگام فیلم‌برداری دندان‌های جلویش ریخته اما در میانه فیلم‌برداری دندانهایش یک دفعه رشد کرد و برای همین امکان ضبط دوباره صدای او برای بعضی از سکانس‌ها وجود نداشت. علت تغییر لحن حرف زدن او در طول سریال همین موضوع است.
- ویل بایرز برای خودش پناهگاهی دارد که در آن تخیل می‌کند. در ورودی این پناهگاه یک نعل وارونه آویزان است که خبر از روزهای بد و اتفاقات عجیب پیش روی سریال می‌دهد.
- وینونا رایدر خیلی اهل تکنولوژی نیست برای همین وقتی برادران دافر سراغش رفتند نمی‌دانست پخش آنلاین چه معنایی دارد! وینونا رایدر همچنین خودش مدل موهایش در سریال را انتخاب کرد. او اصرار داشت آرایش مویش شبیه به آرایش موهای شخصیت مریل استریپ در فیلم سیلکوود باشد.
- متیو موداین که در سریال نقش منفی است و شخصیت «پاپا» را بازی می‌کند همان کسی که در شاهکار جاودانه استنلی کوبریک یعنی غلاف تمام فلزی نقش سرجوخه جوکر را بازی کرده بود.[۵۴]
- در هر قسمت از سریال پوستر یک فیلم سینمایی کلاسیک ترسناک یا علمی/خیالی به چشم می‌خورد. برای مثال در اپیزود پنجم پوستر فیلم مرده شیطانی بر روی دیوار نصب است.
- استیون کینگ و گی‌یرمو دل تورو در صفحه توئیتر خود بسیار از این سریال تعریف کرده‌اند.

## بازخوردها
| فصل | فصل | نمره منتقدان  | نمره منتقدان |
| فصل | فصل | راتن تومیتوز  | متاکریتیک    |
| --- | --- | ------------- | ------------ |
|     | ۱   | ۹۶٪ (۸۴ نقد)  | ۷۶ (۳۴ نقد)  |
|     | ۲   | ۹۴٪ (۱۴۴ نقد) | ۷۸ (۳۳ نقد)  |
|     | ۳   | ۹۶٪ (۵۰ نقد)  | ۷۴ (۲۱ نقد)  |
|     | ۴   | ۸۸٪ (۱۹۱ نقد) | ۶۹ (۲۹ نقد)  |

فصل اول چیزهای عجیب با واکنش‌های بسیار خوب و مثبتی از سوی منتقدان و تماشاگران همراه بود. وبسایت راتن تومیتوز گزارش کرد که ۹۶٪ منتقدان نسبت به سریال نظر مثبتی داشته‌اند که این میانگین از بررسی ۶۸ نقد به‌دست آمده که در مجموعه نمره ۸٫۱/۱۰ را نصیب سریال می‌کند.منتقدان این سایت داستان پردازی قدرتمند و کارگردانی و بازی‌ها را مهم‌ترین عامل موفقیت فیلم می‌دانند." در سایت متاکریتیک نیز چیزهای عجیب با احتساب ۳۴ نقد نمره ۷۶/۱۰۰ را دریافت کرده‌است. متاکریتیک اعلام کرد که نظرات پیرامون فصل اول «اغلب مثبت» است. چیزهای عجیب همچنین در میان مردم بسیار محبوب شد و توانست به لیست ۲۵۰ سریال برتر بانک اطلاعات اینترنتی فیلم‌ها راه پیدا کند. همچنین طبق نظرسنجی که نتفلیکس انجام داده‌است سریال چیزهای عجیب تا سال ۲۰۱۷ بالاتر از سریال‌هایی همچون نارنجی همان سیاه است و خانه پوشالی در رتبه اول میان برترین محصولات نتفلیکس قرار گرفته‌است.
نظرات دربارهٔ فصل دوم سریال نیز بسیار مثبت بود. راتن تومیتوز اعلام کرد که ۹۴٪ منتقدان نسبت به فصل دوم نظر مثبتی داشته‌اند که این میانگین از روی ۱۴۴ نقد به دست آمده و در مجموعه نمره ۷٫۶۴/۱۰ را نصیب این فصل سریال می‌کند. ر متاکریتیک نیز سریال نمره ۷۸/۱۰۰ را دریافت کرد که این نمره از روی ۳۰ نقد به دست آمده‌است. متاکریتیک اعلام کرد که نظرات پیرامون فصل دوم سریال اغلب مثبت است.
فصل سوم نیز با واکنش مثبتی همراه بود. راتن تومیتوز گزارش کرد که ۹۶٪ منتقدان نسبت به این فصل نظر مثبتی داشته‌اند که این درصد از روی ۵۰ نقد نقد به دست آمده‌است. متاکریتیک نیز بر پایه ۲۱ نقد، نمره ۷۴/۱۰۰ را به این فصل داد و اعلام کرد نظرات پیرامون فصل سوم «اغلب مثبت» است.

### نظرات منتقدان
- منتقد آی‌جی‌ان به سریال نمره ۸/۱۰ و نوشت: «دیدن سریال چیزهای عجیب آسان‌ترین توصیه است که می‌توان به شما بکنم. سریال جذابی که به خصوص برای کسانی که در دهه هشتاد زندگی کرده‌اند حس دلتنگی عجیبی دارد و موقع دیدنش قطعاً از آن لذت خواهید برد.»[۱۰۲]
- دیوید ویگند در سان‌فرانسیسکو کرونیکل نیز بسیار از سریال خوشش آمده و نوشته: «احتمالاً گزینه‌های زیادی برای سرگرم کردن خود در تابستان دارید اما من تضمین می‌کنم هیچ‌کدام از آن‌ها به جذابیت و خلاقیت سریال برادران دافر نیست. چیزهای عجیب به ما یادآوری می‌کند که دوره داستان‌های فانتزی و عجیب و غریب که در دهه هشتاد شاهدشان بودیم تمام نشده و هنوز هم می‌توان با یک خط داستانی زیبا و شخصیت‌های جذاب بیننده را سرگرم کرد.»[۱۰۳]
- جاشوا آلستون نیز در ای. وی. کلاب به سریال نمره بالایی داد و مهارت برادران دافر در خلق شخصیت‌های زیاد و متنوع را ستود. او در بخشی از نقد خود نوشت: «سبک و محتوای متعادل همیشه برای مجموعه‌ای مانند چیزهای عجیب چالش‌برانگیز است، اما برادران دافر به خوبی می‌دانستند که قرار است داستان خود را در چه فضایی تعریف کنند. چیزهای عجیب به همان مقداری که باید ترسناک است (البته گاهی در بعضی صحنه‌ها به خصوص سکانس بیرون آمدن آن موجود از دهان ویل زیاده روی می‌کند) و درام جذابی نیز دارد. همچنین به لطف شخصیت داستین کمدی را هم وارد خود کند. چیزهای عجیب سریال جذابی است که دیدنش برای طرفداران دو آتشه سینما یک تفریح جنون‌آمیز محض است.»[۱۰۴]
- آلن اسپین وال در هیفیکس از جنبه‌های فنی فیلم تعریف کرد و کار تیم بازیگری را ستود. او در بخش‌های پایانی نقد خود نوشت:"در طول هشت ساعت سریال برادران دافر موفق می‌شوند داستان و شخصیت‌ها را به حد کمال برسانند. همچنین آن‌ها مرز بین "ادای دین" با "کپی کردن" را به خوبی می‌شناسند و برای همین است که چیزهای عجیب علی‌رغم ارجاع‌های زیاد و متنوعش به فیلم‌های و سریال‌های فانتزی دهه هشتاد همچنان اثری اصیل و پویا و دیوانه‌کننده است."[۱۰۵]

### تأثیرات اجتماعی
سریال چیزهای عجیب پس از انتشار با استقبال بالایی به خصوص در کشور ایالات متحده آمریکا مواجه شد. سریال باعث به شهرت رسیدن بازیگران اکثراً گمنام خود شد و اسم برادران دافر را پیش تر از قبل بر روی زبان‌ها انداخت. یکی از مهم‌ترین مسائلی که در فصل اول توجهات زیادی را جلب کرد مربوط به سرنوشت شخصیت باربارا می‌شد. شخصیت باربارا در فصل اول به عنوان دوست نانسی معرفی می‌شود. دختری بی گناه و اهل مطالعه و درس که زیاد علاقه‌ای به مهمانی رفتن ندارد و در همان اوایل داستان توسط هیولای دنیای وارونه کشته می‌شود. بسیاری از طرفداران سریال که عمده آن‌ها را نوجوانان آمریکایی تشکیل می‌دانند با راه انداختن کمپین در شبکه‌های اجتماعی خواهان بازگشت این شخصیت به سریال در فصل دوم شدند. راس دافر به عنوان یکی از خالقان سریال در طی مصاحبه‌ای اعلام کرد که اصلاً فکر نمی‌کرده مرگ این شخصیت چنین تأثیری بر روی بینندگان داشته باشد. مجله ونتی فر که معمولاً مطالبی دربارهٔ فرهنگ عامه چاپ می‌کند در یکی از شماره‌های خود به تحلیل این اتفاق پرداخت. به عقیده نویسندگان این مجله شخصیت باربارا مابازای بیرونی بسیاری در جامعه آمریکا دارد و اینکه او به عنوان دختری بی گناه در داستان چنین سرنوشت غم‌انگیزی پیدا می‌کند از مهم‌ترین دلایلی است که باعث به وجود آمدن این حس در بین طرفداران شده‌است. با این حال برادران دافر اعلام کردند که این شخصیت به پایان خودش رسیده بود و در فصل دوم حضور ندارد با این حال بازهم طرفداران در اینترنت از این شخصیت حمایت کردند. حمایت طرفداران سریال در اینترنت جواب هم داد و شانون پورسر بازیگر نقش باربارا در شصت و نهمین دوره جوایز امی نامزد جایزه امی بهترین بازیگر نقش مکمل زن سریال درام شد اما در نهایت این جایزه به الکسیز بلدل برای بازی در سریال سرگذشت ندیمه رسید.
از جمله تأثیرات عجیب دیگر که سریال از خود برجا گذاشت مربوط به افزایش خرید و مصرف اگو می‌شد. اگو یک نوع وافل است که خوراکی مورد علاقه شخصیت الون در سریال محسوب می‌شود.شرکت صنایع غذایی آمریکایی کیلوگ در طی گزارشی اعلام کرد که بعد از پخش سریال چیزهای عجیب و محبوبیت آن در میان طرفداران میزان خرید اگو به طرز قابل توجهی در میان خانواده‌های آمریکایی بالا رفته‌است.

## در دیگر رسانه‌ها

### بازی موبایل چیزهای عجیب
در تاریخ ۴ اکتبر ۲۰۱۷، نتفلیکس یک بازی مخصوص تلفن‌های همراه هوشمند منتشر کرد که بر اساس فصل اول سریال چیزهای عجیب ساخته شده بود. این بازی برای سیستم عامل‌های اندروید و آی‌اواس با الهام از بازی‌های کنسول سوپر نینتندو و بازی‌های رایانه‌ای دههٔ هشتاد به صورت پیکسلی ساخته شده‌است. در آغاز بازی، بازیکن نقش کلانتر جیم هاپر را برعهده دارد که باید دنبال پسران گمشده در جنگل بگردد. پس از پیدا شدن شخصیت‌های دیگر بازیکن می‌تواند شخصیت‌های مورد نظر خود را انتخاب کرده و از طریق آن‌ها داستان بازی را پیش ببرد.

### بازی پلی‌استیشن
شرکت سونی اینتراکتیو انترتینمنت اعلام کرد که در حال ساخت یک بازی برای پلی‌استیشن وی‌آر است که بر اساس سریال چیزهای عجیب ساخته شده‌است. سونی مدتی بعد یک تیزر کوتاه از بازی منتشر کرد که در آن صحنه‌های مربوط به دیوار چراغانی که در فصل اول اتفاق افتاده بود به چشم می‌خورد.

### ریاست‌جمهوری دونالد ترامپ
در ۱۶ فوریه ۲۰۱۷،دیوید سیسیلین که نمایندهٔ حوزه انتخابیه اول رود آیلند در حزب دموکرات ایالات متحده آمریکا است با اشاره به نامزد شدن ریاست‌جمهوری دونالد ترامپ و احتمال انتخاب او در طی صحبت‌هایش اشاره کرد و گفت، «با آمدن ترامپ ما همچون شخصیت‌های سریال چیزهای عجیب در یک دنیای وارونه گرفتار خواهیم شد!» او همچنین پلاکاردی را نشان داد که با الهام از پوستر سریال چیزهای عجیب ساخته شده بود و بر روی آن عبارت «چیزهای ترامپی» به چشم می‌خورد.

## اتهام سرقت ادبی و دادخواست
در آوریل ۲۰۱۸، فیلم‌ساز آمریکایی، چارلی کسلر دادخواستی را علیه برادران دافر تنظیم کرد و اعلام نمود که برادران دافر ایدهٔ او را به سرقت برده‌اند. کسلر پیش از این فیلم کوتاهی با نام مونتاوک ساخته بود که داستان آن دربارهٔ پسر بچه‌ای بود که به طرز مرموزی ناپدید می‌شود و بعد پای آزمایشگاه دولتی و هیولایی از دنیایی دیگر نیز به میان می‌آید. کسلر فیلم خود را در سال ۲۰۱۲ ساخت و برای نخستین بار آن را در جشنوارهٔ بین‌المللی فیلم همپتون اکران کرد. کسلر ادعا می‌کند که در سال ۲۰۱۴ و در طی جشنوارهٔ فیلم ترایبکا، ایدهٔ داستانی خود را برای برادران دافر تعریف کرده‌است و گفته قصد دارد فیلم کوتاه را به فیلم بلند تبدیل کند و اثر بزرگ‌تری بسازد و نامش را نیز پروژهٔ مونتاوک بگذارد. کسلر معتقد است که برادران دافر ایدهٔ داستانی و تصویری او را به سرقت برده و در جریان ساخت سریال چیزهای عجیب از آن استفاده کرده‌اند. او همچنین گفت در پی گرفت خسارت مالی و حقوقی از برادران دافر و نتفلیکس است. نتفلیکس واکنش رسمی نسبت به این ادعا نداشته‌است اما وکیل برادران دافر در طی یک مصاحبه، تمامی این اتهامات را رد کرد و گفت: «برادران دافر هرگز فیلم کوتاه آقای کسلر را تماشا نکرده‌اند و از ایده‌های ایشان نیز در سریال چیزهای عجیب استفاده نکرده‌اند.»
چندین روزنامه‌نگار در طی یادداشت‌هایی اعلام کردند که ایدهٔ اصلی فیلم کوتاه مونتاوک، خود از پروژهٔ سری مونتاوک و برخی ادعای‌های عجیب و افسانه‌ای پیرامون آن الهام گرفته شده‌است. در سال ۱۹۹۲، کتابی به نام پروژهٔ مونتاوک: آزمایش زمان نوشته شده که به نظر می‌رسد منبع الهام برادران دافر و چارلی کسلر در ساخت آثارشان بوده‌است.

## افتخارات
سریال چیزهای عجیب علاوه بر جلب نظر منتقدان و تماشاگران در مراسم‌ها و جوایز مختلف خوش درخشید.
| جایزه                                                | رشته                                                        | برنده/نامزد                                                                                | نتیجه     | منبع                    |
| ---------------------------------------------------- | ----------------------------------------------------------- | ------------------------------------------------------------------------------------------ | --------- | ----------------------- |
| جایزه انجمن تدوینگران سینمای آمریکا                  | بهترین تدوین سریال درام                                     | دین زیمرمن "بخش اول:ناپدید شدن ویل بایرز"                                                  | نامزدشده  | [ ۱۲۳ ]                 |
| جایزه انجمن تدوینگران سینمای آمریکا                  | بهترین تدوین سریال درام                                     | کوین راس "بخش هفتم:وان حمام"                                                               | نامزدشده  | [ ۱۲۳ ]                 |
| بنیاد فیلم آمریکا                                    | ده برنامه برتر سال                                          | چیزهای عجیب                                                                                | برنده     | [ ۱۲۴ ]                 |
| انجمن کارگردانان آمریکا                              | بهترین فیلم‌برداری سریال فانتزی/علمی تخیلی                   | کریس تیجلو "بخش اول:ناپدید شدن ویل بایرز", "بخش سوم:هالی، سرخوش" و "بخش هشتم:دنیای وارونه" | نامزدشده  | [ ۱۲۵ ]                 |
| جایزه برام استوکر                                    | بهترین فیلمنامه                                             | برادران دافر "بخش اول:ناپدید شدن ویل بایرز"                                                | نامزدشده  | [ ۱۲۶ ]                 |
| جایزه برام استوکر                                    | بهترین فیلمنامه                                             | برادران دافر "بخش هشتم:دنیای وارونه"                                                       | نامزدشده  | [ ۱۲۶ ]                 |
| بفتا                                                 | جایزه تلویزیون آکادمی بریتانیا برای بهترین برنامه بین‌المللی | برادران دافر                                                                               | نامزدشده  | [ ۱۲۷ ]                 |
| انجمن صدای سینمای آمریکا                             | بهترین تدوین صدا                                            | کریس دافی، جو برنت، آدام جنکیز، جوتی گرتز و جان گانتز "بخش هفت:وان حمام"                   | نامزدشده  | [ ۱۲۸ ]                 |
| انجمن طراحان لباس                                    | بهترین طراحی لباس برای سریال تلویزیونی                      | کیمبرلی آدامز و مالاگسیا تورازسنکا                                                         | نامزدشده  | [ ۱۲۹ ]                 |
| جایزه انجمن منتقدان تلویزیون                         | بهترین سریال درام                                           | چیزهای عجیب                                                                                | نامزدشده  | [ ۱۳۰ ]                 |
| جایزه انجمن منتقدان تلویزیون                         | جایزه ویژه تماشاگران                                        | چیزهای عجیب                                                                                | نامزدشده  | [ ۱۳۰ ]                 |
| جایزه انجمن کارگردانان آمریکا                        | بهترین کارگردانی سریال درام                                 | برادران دافر "بخش اول:ناپدید شدن ویل بایرز"                                                | نامزدشده  | [ ۱۳۱ ]                 |
| جایزه دراگون                                         | بهترین سریال فانتزی/علمی خیالی                              | چیزهای عجیب                                                                                | برنده     | [ ۱۳۲ ]                 |
| جایزه امی                                            | بهترین سریال درام                                           | چیزهای عجیب                                                                                | نامزدشده  | [ ۱۳۳ ] [ ۱۳۴ ] [ ۱۳۵ ] |
| جایزه امی                                            | بهترین بازیگر مرد نقش اول برای سریال درام                   | دیوید هاربر در نقش کلانتر جیم هاپر "بخش هشتم:دنیای وارونه"                                 | نامزدشده  | [ ۱۳۳ ] [ ۱۳۴ ] [ ۱۳۵ ] |
| جایزه امی                                            | بهترین بازیگر نقش مکمل زن برای سریال درام                   | میلی بابی براون در نقش الون/جین "بخش هفتم:وان حمام"                                        | نامزدشده  | [ ۱۳۳ ] [ ۱۳۴ ] [ ۱۳۵ ] |
| جایزه امی                                            | بهترین کارگردانی برای سریال درام                            | برادران دافر "بخش اول:ناپدید شدن ویل بایرز"                                                | نامزدشده  | [ ۱۳۳ ] [ ۱۳۴ ] [ ۱۳۵ ] |
| جایزه امی                                            | بهترین فیلم‌نامه برای سریال درام                             | برادران دافر "بخش اول:ناپدید شدن ویل بایرز"                                                | نامزدشده  | [ ۱۳۳ ] [ ۱۳۴ ] [ ۱۳۵ ] |
| جایزه امی                                            | بهترین بازیگر مهمان برای سریال درام                         | شانون پورسر در نقش بارب هالند "بخش سوم:هالی، سرخوش"                                        | نامزدشده  | [ ۱۳۳ ] [ ۱۳۴ ] [ ۱۳۵ ] |
| جایزه امی                                            | بهترین طراحی صحنه                                           | کریس تیجلو، ویلیام دیویس، جس رویال "بخش اول:ناپدید شدن ویل بایرز"                          | نامزدشده  | [ ۱۳۳ ] [ ۱۳۴ ] [ ۱۳۵ ] |
| جایزه امی                                            | بهترین تیم بازیگری سریال درام                               | چیزهای عجیب                                                                                | برنده     | [ ۱۳۳ ] [ ۱۳۴ ] [ ۱۳۵ ] |
| جایزه امی                                            | بهترین فیلم‌برداری                                           | تیم ایوز "بخش هشتم:دنیای وارونه"                                                           | نامزدشده  | [ ۱۳۳ ] [ ۱۳۴ ] [ ۱۳۵ ] |
| جایزه امی                                            | بهترین تدوین                                                | دین زیمرمن "بخش اول:ناپدید شدن ویل بایرز"                                                  | برنده     | [ ۱۳۳ ] [ ۱۳۴ ] [ ۱۳۵ ] |
| جایزه امی                                            | بهترین تدوین                                                | کوین دی راس "بخش هفتم:وان حمام"                                                            | نامزدشده  | [ ۱۳۳ ] [ ۱۳۴ ] [ ۱۳۵ ] |
| جایزه امی                                            | بهترین گریم برای تک اپیزود                                  | سارا هنگیول، ایولن ریج "بخش دوم:آدم عجیب در خیابان میپل"                                   | نامزدشده  | [ ۱۳۳ ] [ ۱۳۴ ] [ ۱۳۵ ] |
| جایزه امی                                            | بهترین گریم و آرایش مو                                      | تسا وست "بخش ششم:هیولا"                                                                    | نامزدشده  | [ ۱۳۳ ] [ ۱۳۴ ] [ ۱۳۵ ] |
| جایزه امی                                            | بهترین ترکیب صدا                                            | نورا فولدر "بخش دوم:آدم عجیب در خیابان میپل"                                               | نامزدشده  | [ ۱۳۳ ] [ ۱۳۴ ] [ ۱۳۵ ] |
| جایزه امی                                            | بهترین تدوین صدا                                            | جاناتان ویبلی، جاناتان گلدنر، جینر گری "بخش هفتم:وان حمام"                                 | برنده     | [ ۱۳۳ ] [ ۱۳۴ ] [ ۱۳۵ ] |
| جایزه امی                                            | بهترین میکس صدا                                             | جو برنت، کریس دافی، بیل هایلی "بخش هشتم:دنیای وارونه"                                      | نامزدشده  | [ ۱۳۳ ] [ ۱۳۴ ] [ ۱۳۵ ] |
| جایزه امی                                            | بهترین طراحی تیتراژ                                         | پیتر فرانکفورت                                                                             | برنده     | [ ۱۳۳ ] [ ۱۳۴ ] [ ۱۳۵ ] |
| جایزه امی                                            | بهترین موسیقی متن سریال درام                                | مایکل ستین و کایل دیکسون                                                                   | برنده     | [ ۱۳۳ ] [ ۱۳۴ ] [ ۱۳۵ ] |
| جایزه امی                                            | بهترین برنامه تلویزیونی سال                                 | نتفلیکس، چیزهای عجیب                                                                       | نامزدشده  | [ ۱۳۳ ] [ ۱۳۴ ] [ ۱۳۵ ] |
| جایزه فانگوریا                                       | بهترین سریال                                                | چیزهای عجیب                                                                                | برنده     | [ ۱۳۶ ]                 |
| جایزه فانگوریا                                       | بهترین بازیگر نقش مکمل زن                                   | میلی بابی براون                                                                            | برنده     | [ ۱۳۶ ]                 |
| جایزه فانگوریا                                       | بهترین بازیگر نقش اول مرد                                   | دیوید هاربر                                                                                | نامزدشده  | [ ۱۳۶ ]                 |
| جایزه فانگوریا                                       | بهترین بازیگر نقش اول زن                                    | وینونا رایدر                                                                               | برنده     | [ ۱۳۶ ]                 |
| جایزه طلایی دربی                                     | بهترین سریال                                                | چیزهای عجیب                                                                                | برنده     | [ ۱۳۷ ]                 |
| جایزه طلایی دربی                                     | بهترین بازیگر نقش مکمل زن                                   | میلی بابی براون                                                                            | نامزدشده  | [ ۱۳۷ ]                 |
| جایزه طلایی دربی                                     | بهترین بازیگر نقش اول زن                                    | وینونا رایدر                                                                               | نامزدشده  | [ ۱۳۷ ]                 |
| جایزه طلایی دربی                                     | بهترین بازیگر نقش اول مرد                                   | دیوید هاربر                                                                                | نامزدشده  | [ ۱۳۷ ]                 |
| جایزه طلایی دربی                                     | بهترین اپیزود سریال درام                                    | برادران دافر "بخش هفتم:وان حمام"                                                           | نامزدشده  | [ ۱۳۷ ]                 |
| جایزه طلایی دربی                                     | بهترین اپیزود سریال درام                                    | برادران دافر "بخش هشتم:دنیای وارونه"                                                       | نامزدشده  | [ ۱۳۷ ]                 |
| جایزه طلایی دربی                                     | بهترین تیم بازیگری                                          | چیزهای عجیب                                                                                | نامزدشده  | [ ۱۳۷ ]                 |
| جایزه طلایی دربی                                     | بهترین نقش آفرینی سال                                       | میلی بابی براون                                                                            | برنده     | [ ۱۳۷ ]                 |
| هفتاد و چهارمین مراسم گلدن گلوب                      | جایزه گلدن گلوب بهترین مجموعه تلویزیونی – درام              | چیزهای عجیب                                                                                | نامزدشده  | [ ۱۳۸ ]                 |
| هفتاد و چهارمین مراسم گلدن گلوب                      | بهترین بازیگر نقش اول زن برای سریال درام                    | وینونا رایدر                                                                               | نامزدشده  | [ ۱۳۸ ]                 |
| انجمن بهترین تدوینگران صدا                           | بهترین تدوین صدا                                            | دیوید کول "بخش سوم:هالی، سرخوش"                                                            | برنده     | [ ۱۳۹ ]                 |
| انجمن بهترین تدوینگران صدا                           | بهترین تدوین صدا                                            | جیکوب مگ ناگتن "بخش هشتم:دنیای وارونه"                                                     | نامزدشده  | [ ۱۴۰ ]                 |
| پنجاه و نهمین مراسم جایزه گرمی                       | بهترین موسیقی متن سریال درام                                | چیزهای عجیب. جلد اول                                                                       | نامزدشده  | [ ۱۴۱ ]                 |
| پنجاه و نهمین مراسم جایزه گرمی                       | بهترین موسیقی متن سریال درام                                | چیزهای عجیب. جلد دوم                                                                       | نامزدشده  | [ ۱۴۱ ]                 |
| انجمن آهنگسازان هالیوود                              | بهترین موسیقی متن اصلی برای سریال درام                      | کایل دیکسون و مایکل ستین                                                                   | نامزدشده  | [ ۱۴۲ ] [ ۱۴۳ ]         |
| انجمن آهنگسازان هالیوود                              | بهترین موسیقی متن                                           | کایل دیکسون و مایکل ستین                                                                   | نامزدشده  | [ ۱۴۲ ] [ ۱۴۳ ]         |
| انجمن آهنگسازان هالیوود                              | بهترین ترکیب موسیقی و صدا                                   | نوارا فولدر                                                                                | برنده     | [ ۱۴۲ ] [ ۱۴۳ ]         |
| جایزه هوگو                                           | بهترین صحنه احساسی                                          | برادران دافر                                                                               | نامزدشده  | [ ۱۴۴ ]                 |
| انجمن طراحان صحنه                                    | بهترین طراحی صحنه                                           | تونی هالی                                                                                  | نامزدشده  | [ ۱۴۵ ]                 |
| انجمن طراحان گریم و آرایش گران                       | بهترین طراحی مو                                             | سامانتا اسمیت                                                                              | نامزدشده  | [ ۱۴۶ ]                 |
| انجمن طراحان گریم و آرایش گران                       | بهترین طراحی مو برای بازیگر مرد                             | ایولن روچ                                                                                  | نامزدشده  | [ ۱۴۶ ]                 |
| جایزه سینمایی و تلویزیونی ام‌تی‌وی                     | بهترین سریال سال                                            | چیزهای عجیب                                                                                | برنده     | [ ۱۴۷ ]                 |
| جایزه سینمایی و تلویزیونی ام‌تی‌وی                     | بهترین بازیگر سریال سال                                     | میلی بابی براون                                                                            | برنده     | [ ۱۴۷ ]                 |
| جایزه سینمایی و تلویزیونی ام‌تی‌وی                     | بهترین طراحی برای موجود شریر                                | دمگورگن                                                                                    | نامزدشده  | [ ۱۴۷ ]                 |
| جایزه سینمایی و تلویزیونی ام‌تی‌وی                     | بهترین شخصیت قهرمان                                         | الون با بازی میلی بابی براون                                                               | نامزدشده  | [ ۱۴۷ ]                 |
| جایزه ملی تلویزیون                                   | بهترین سریال                                                | چیزهای عجیب                                                                                | نامزدشده  | [ ۱۴۸ ]                 |
| جایزه منتخب مردمی                                    | بهترین سریال                                                | چیزهای عجیب                                                                                | نامزدشده  | [ ۱۴۹ ]                 |
| جایزه منتخب مردمی                                    | بهترین برنامه ترسناک تلویزیونی                              | چیزهای عجیب                                                                                | نامزدشده  | [ ۱۴۹ ]                 |
| جایزه منتخب مردمی                                    | بهترین بازیگر نقش مکمل زن                                   | میلی بابی براون                                                                            | نامزدشده  | [ ۱۴۹ ]                 |
| جایزه پیبادی                                         | بهترین برنامه سال                                           | چیزهای عجیب                                                                                | نامزدشده  | [ ۱۵۰ ]                 |
| انجمن تهیه‌کنندگان آمریکا                             | بهترین سریال درام                                           | برادران دافر، شاون لوی، دن کوهن                                                            | برنده     | [ ۱۵۱ ]                 |
| جایزه ستلایت                                         | بهترین سریال درام                                           | چیزهای عجیب                                                                                | نامزدشده  | [ ۱۵۲ ]                 |
| جایزه ستلایت                                         | بهترین بازیگر نقش اول زن                                    | وینونا رایدر                                                                               | نامزدشده  | [ ۱۵۲ ]                 |
| جایزه سواترن                                         | بهترین برنامه تلویزیونی جدید                                | چیزهای عجیب                                                                                | برنده     | [ ۱۵۳ ]                 |
| جایزه سواترن                                         | بهترین بازیگر نقش اول زن سریال درام                         | وینونا رایدر                                                                               | نامزدشده  | [ ۱۵۳ ]                 |
| جایزه سواترن                                         | بهترین بازیگر جوان سریال درام                               | میلی بابی براون                                                                            | برنده     | [ ۱۵۳ ]                 |
| جایزه انجمن بازیگران فیلم                            | بهترین بازیگر نقش مکمل زن سریال درام                        | میلی بابی براون                                                                            | نامزدشده  | [ ۱۵۴ ]                 |
| جایزه انجمن بازیگران فیلم                            | بهترین بازیگر نقش مکمل زن سریال درام                        | وینونا رایدر                                                                               | نامزدشده  | [ ۱۵۴ ]                 |
| جایزه انجمن بازیگران فیلم                            | بهترین تیم بازیگری سریال درام                               | تیم بازیگران سریال چیزهای عجیب                                                             | برنده     | [ ۱۵۴ ]                 |
| انجمن فیلمبرداران                                    | بهترین مدیریت فیلم‌برداری سریال درام                         | باب جورلیک                                                                                 | نامزدشده  | [ ۱۵۵ ]                 |
| انجمن منتقدان برنامه‌های تلویزیون                     | بهترین سریال سال                                            | چیزهای عجیب                                                                                | نامزدشده  | [ ۱۵۶ ] [ ۱۵۷ ]         |
| انجمن منتقدان برنامه‌های تلویزیون                     | بهترین گروه بازیگری                                         | چیزهای عجیب                                                                                | نامزدشده  | [ ۱۵۶ ] [ ۱۵۷ ]         |
| انجمن منتقدان برنامه‌های تلویزیون                     | بهترین برنامه جدید                                          | چیزهای عجیب                                                                                | نامزدشده  | [ ۱۵۶ ] [ ۱۵۷ ]         |
| جوایز برگزیده نوجوانان                               | بهترین سریال فانتزی/علمی خیالی                              | چیزهای عجیب                                                                                | نامزدشده  | [ ۱۵۸ ]                 |
| جوایز برگزیده نوجوانان                               | بهترین برنامه تلویزیونی سال                                 | چیزهای عجیب                                                                                | نامزدشده  | [ ۱۵۹ ]                 |
| جوایز برگزیده نوجوانان                               | بهترین ستاره سال                                            | فین ولفهارد                                                                                | نامزدشده  | [ ۱۵۹ ]                 |
| جوایز برگزیده نوجوانان                               | بهترین ستاره سال                                            | میلی بابی براون                                                                            | نامزدشده  | [ ۱۵۹ ]                 |
| انجمن طراحان جلوه‌های ویژه                            | بهترین طراحی و ساخت جلوه‌ها ویژه سریال درام                  | مارک کولبی، آرون سیمز                                                                      | نامزدشده  | [ ۱۶۰ ]                 |
| انجمن نویسندگان آمریکا                               | بهترین فیلم‌نامه سریال درام                                  | چیزهای عجیب                                                                                | نامزدشده  | [ ۱۶۱ ]                 |
| انجمن نویسندگان آمریکا                               | بهترین سریال جدید                                           | چیزهای عجیب                                                                                | نامزدشده  | [ ۱۶۱ ]                 |
| هفتاد و پنجمین مراسم گلدن گلوب                       | بهترین سریال درام                                           | چیزهای عجیب                                                                                | نامزدشده  | [ ۱۶۲ ]                 |
| هفتاد و پنجمین مراسم گلدن گلوب                       | بهترین بازیگر نقش مکمل مرد برای سریال درام                  | دیوید هاربر                                                                                | نامزدشده  | [ ۱۶۲ ]                 |
| هشتمین دوره جوایز انجمن نویسندگان و منتقدان تلویزیون | بهترین سریال درام                                           | چیزهای عجیب                                                                                | نامزدشده  | [ ۱۶۳ ]                 |
| هشتمین دوره جوایز انجمن نویسندگان و منتقدان تلویزیون | بهترین بازیگر نقش مکمل مرد                                  | دیوید هاربر                                                                                | برنده     | [ ۱۶۳ ]                 |
| بیست و چهارمین دوره جایزه انجمن بازیگران فیلم        | بهترین بازیگر زن نقش اصلی سریال درام                        | میلی بابی براون                                                                            | نامزدشده  | [ ۱۶۴ ]                 |
| بیست و چهارمین دوره جایزه انجمن بازیگران فیلم        | بهترین بازیگر نقش مکمل مرد سریال درام                       | دیوید هاربر                                                                                | نامزدشده  | [ ۱۶۴ ]                 |
| بیست و چهارمین دوره جایزه انجمن بازیگران فیلم        | بهترین تیم بایگری سریال درام                                | بازیگران سریال چیزهای عجیب                                                                 | نامزدشده  | [ ۱۶۴ ]                 |
| انجمن تدوینگران سینمای آمریکا                        | بهترین تدوین برای سریال درام                                | کوین. دی. راس "بخش نهم:دروازه"                                                             | نامزدشده  | [ ۱۶۵ ]                 |
| جایزه انجمن کارگردانان هنری                          | بهترین کارگردانی اپیزود سریال درام                          | کریس تریجلو "بخش ششم:جاسوس", "بخش هشتم:ذهن منجمد", and "بخش نهم:دروازه"                    | نامزدشده  | [ ۱۶۶ ]                 |
| هفتادمین دوره جایزه انجمن کارگردانان آمریکا          | بهترین کارگردانی سریال درام                                 | برادران دافر "بخش نهم:دروازه"                                                              | نامزدشده  | [ ۱۶۷ ]                 |
| جایزه انجمن فیلمبرداران                              | بهترین فیلم‌برداری برای سریال درام                           | باب جورجلیک                                                                                | برنده     | [ ۱۶۸ ]                 |
| بیست و دومین جایزه ستلایت                            | بهترین سریال                                                | چیزهای عجیب                                                                                | در انتظار | [ ۱۶۹ ]                 |
| انجمن طراحان صحنه                                    | بهترین طراحی صحنه و خلق دکور                                | کیم ویلاکس                                                                                 | در انتظار | [ ۱۷۰ ]                 |
| انجمن صدای آمریکا                                    | بهترین تدوین صدا برای سریال                                 | مایکل بی کلارک، جو برنت، آدام جنکیز، بیل هایلی، آنتونی زالر "بخش هشتم:ذهن منجمد"           | در انتظار | [ ۱۷۱ ]                 |
| انجمن نویسندگان سینمای آمریکا                        | بهترین سریال                                                | پائول دیچر، جاستین دابل، برادران دافر، جسیکا مک لانبرگ، جسی نیکسون-لوپز، آلیسون دادلاک     | در انتظار | [ ۱۷۲ ]                 |
| انجمن طراحان گریم                                    | بهترین گریم                                                 | ایمی فورست، جولین اریکسون                                                                  | در انتظار | [ ۱۷۳ ]                 |
| انجمن طراحان گریم                                    | بهترین گریم دیجیتالی                                        | ایمی فورست، جولین اریکسون                                                                  | در انتظار | [ ۱۷۳ ]                 |
| چهل و نهمین انجمن ملی پیشرفت رنگین‌پوستان             | بهترین بازیگر نوجوان                                        | کیلب مک‌لافلین                                                                              | برنده     | [ ۱۷۴ ]                 |
| انجمن تهیه‌کنندگان آمریکا                             | بهترین سریال درام                                           | برادران دافر                                                                               | در انتظار | [ ۱۷۵ ]                 |